# Khairthal
Khairthal là một thành phố và khu đô thị của quận Alwar thuộc bang Rajasthan, Ấn Độ.

## Nhân khẩu
Theo điều tra dân số năm 2001 của Ấn Độ, Khairthal có dân số 32.008 người. Phái nam chiếm 53% tổng số dân và phái nữ chiếm 47%. Khairthal có tỷ lệ 65% biết đọc biết viết, cao hơn tỷ lệ trung bình toàn quốc là 59,5%: tỷ lệ cho phái nam là 72%, và tỷ lệ cho phái nữ là 56%. Tại Khairthal, 16% dân số nhỏ hơn 6 tuổi.